# Остерсе-Бос
Остерсе-Бос (нід. Oosterse Bos) — селище в нідерландській провінції Дренте. Входить до муніципалітету Еммен.
Його площа становить 1,29 км², а населення станом на 2021 рік складало 195 осіб.
Перша згадка про населений пункт датується 1850-ими роками.